# 타나카 마유미 (성우)
타나카 마유미(田中 真弓(女), 1955년 1월 15일 ~ )는 일본의 성우이다. 본래 이름은 아베 마유미(阿部 真弓)이다.
원피스의 몽키 D. 루피, 드래곤볼의 크리링, 유유백서의 코엔마, 천공의 성 라퓨타의 파즈를 맡았다.

## 출연 작품

### TV 애니메이션
- 1983년
- 수퍼꼬마 퍼맨 (에지 마코이치로)
- 1985년

드래곤볼 (크리링)
- 1991년

3X3 EYES (메이 싱)
말짱 꽝돌이 (보롯)
- 1992년

유유백서 (코엔마)
- 1993년

닌타마 란타로 (기마루)
- 1994년

떴다! 럭키맨 (츠이테나이 요이치, 럭키맨)
- 1995년

보노보노 (쇼우리스)
우주에서 온 모자코 (모자코)
- 1997년

요리왕 비룡 (중화일번) (비룡 (류 마오신))
- 1999년

원피스 (몽키 D. 루피)
사쿠라 대전 (키리시마 칸나)
- 2002년

하나다 소년사 (엄마)
- 2005년

가이킹 (츠와부키 다이야)
- 2006년

결계사
해피 럭키 깜짝맨 (텐시단쟈쿠)
- 2013년

두근두근! 프리큐어 (이라)

### OV 애니메이션
- 2015년

기동전사건담 디오리진 (캐스발 렘 다이쿤)

### 극장판 애니메이션
- 극장판 닌자보이 란타로: 도쿠타케 닌자대 최강의 군사 - 키리마루 역 (목소리)
- 원피스 필름 골드
- 원피스 스탬피드 - 루피 역 (목소리)
- 원피스 필름 레드 - 루피 역 (목소리)
- 원피스: 로맨스 던 - 몽키 D. 루피 역 (목소리)